# Tarroja de Segarra
Tarroja de Segarra là một đô thị trong tỉnh Lérida, cộng đồng tự trị Catalonia Tây Ban Nha. Đô thị Tarroja de Segarra có diện tích là 7,6 ki-lô-mét vuông, dân số năm 2009 là 178 người với mật độ 23,42 người/km². Đô thị Tarroja de Segarra có cự ly km so với tỉnh lỵ Lérida.